# Amadina
Amadina – rodzaj ptaków z podrodziny astryldów w rodzinie astryldowatych (Estrildidae).

## Zasięg występowania
Rodzaj obejmuje gatunki występujące w Afryce Subsaharyjskiej.

## Morfologia
Długość ciała 11–13 cm; masa ciała 15–32 g.

## Systematyka

### Etymologia
Amadina: zniekształcone zdrobnienie nazwy rodzaju Ammodramus Swainson, 1827. 

### Podział systematyczny
Do rodzaju należą następujące gatunki:
- Amadina erythrocephala (Linnaeus, 1758) – amadyna czerwonogłowa
- Amadina fasciata (J.F. Gmelin, 1789) – amadyna obrożna